# Lily Braun
Pour les articles homonymes, voir Braun.
Lily Braun (2 juillet 1865, Halberstadt - 8 août 1916, Berlin), née Amalie von Kretschmann, est une écrivaine féministe allemande.

## Biographie
Par sa grand-mère, Jenny von Pappenheim (1811-1890), fille illégitime du plus jeune frère de Napoléon Ier, Lily Braun est l'arrière-petite-fille de Jérôme Bonaparte (1784-1860).
Fille du général prussien Hans von Kretschmann (1832-1899), elle est brièvement mariée à un professeur de philosophie, Georg von Gizycki (de), lequel est affilié au Parti social-démocrate d'Allemagne (SPD), sans toutefois en être membre. Après sa mort, elle épouse en 1896 Heinrich Braun, auteur et homme politique social-démocrate.
Lily Braun rejoint très tôt le SPD et devient une des dirigeantes du mouvement féministe en Allemagne. Elle entre dans l'opposition révisionniste du SPD. Les révisionnistes remettent en cause les dogmes du matérialisme historique et de la révolution socialiste. Les révisionnistes croient au contraire en une évolution lente mais certaine de la société.
Lily Braun est profondément influencée par les travaux de Friedrich Nietzsche et cherche à ce que le SPD se concentre sur le développement de la personne et sur l'individualisme à la place de l'égalitarisme de tous. Les femmes doivent avoir leur propre personnalité et ne doivent pas être considérées comme filles, mères ou épouses de. Elle souhaite la liberté économique pour les femmes et l'abolition du mariage juridique. Elle meurt des suites d'une longue maladie le 8 août 1916 au cours de la guerre.

## Œuvres

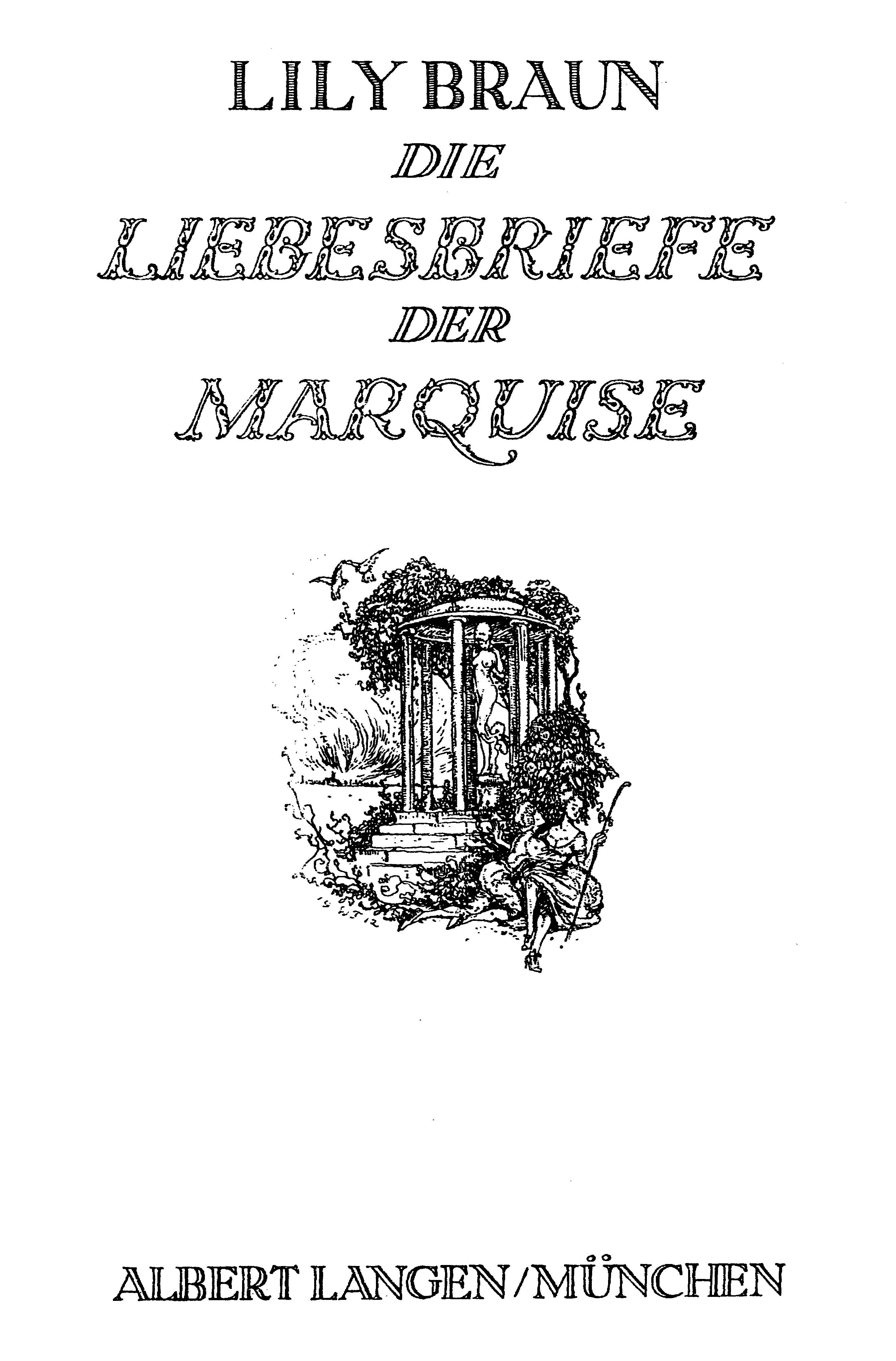

- Die Frauenfrage : Ihre geschichtliche Entwicklung und ihre wirtschaftliche Seite (La Question des femmes : Développement historique et aspect économique).
- Wahrheit oder Legende: Ein Wort zu den Kriegsbriefen des Generals von Kretschmann (Réalité ou légende : Un mot sur les lettres du front du général von Kretschmann).
- Die Mutterschaftsversicherung : Ein Beitrag zur Frage der Fürsorge für Schwangere und Wöchnerinnen (Assurance maternité : Un article sur la prise en charge des femmes enceintes ou en couches).
- Die Frauen und die Politik  (Les Femmes et la Politique).
- Memoiren einer Sozialistin : Lehrjahre (Mémoires d'une socialiste : Années d'apprentissage).
- Memoiren einer Sozialistin : Kampfjahre (Mémoires d'une socialiste : Années de lutte).
- Mutterschaft : Ein Sammelwerk für die Probleme des Weibes als Mutter (Maternité : Recueil de travaux sur les problèmes rencontrés par les femmes en tant que mères).
- Die Liebesbriefe der Marquise (Les Lettres d'amour de la marquise).
- Die Frauen und der Krieg (Les Femmes et la Guerre).
- Im Schatten der Titanen : Erinnerungen an Baronin Jenny von Gustedt (À l'ombre des titans : Souvenirs de la baronne Jenny von Gustedt).
- Lebenssucher (Chercheurs de vie).
- Frauenarbeit und Beruf (Le Travail et la Carrière des femmes).